# موت خلية إقفاري
موت الخلية الإقفاري، أو الورام، هو شكل من أشكال الموت الحادثي للخلية. تتميز العملية بنفاد ثلاثي فسفات الأدينوزين داخل الخلية مما يؤدي إلى اختلال المضخات الأيونية، تورم الخلية، تصفية العصارة الخلوية، توسع الشبكة الإندوبلازمية وجهاز جولجي، تكثيف الميتوكوندريا، تكتل الكروماتين، وتشكيل الفقاعات السيتوبلازمية. يشير الورام إلى سلسلة من التفاعلات الخلوية التي تعقب الإصابة التي تسبق موت الخلية. تنقسم عملية الورام إلى ثلاث مراحل. أولًا، تصبح الخلية ملتزمة بالورم نتيجة الضرر الذي لا شفاء منه لغشاء البلازما من خلال السُّمية أو نقص التروية، مما يؤدي إلى تسرب الأيونات والمياه بسبب نفاد ثلاثي فسفات الأدينوزين. يؤدي عدم التوازن الأيوني الذي يحدث لاحقًا إلى انتفاخ الخلية دون تغيير متزامن في نفاذية الغشاء لعكس التورم. في المرحلة الثانية، يتم تجاوز عتبة الانعكاس للخلية وتصبح الخلية ملتزمة بموت الخلية. خلال هذه المرحلة، يصبح الغشاء نفاذًا بشكل غير طبيعي لأزرق التريبان ويوديد البروبيديوم، مما يشير إلى تسوية الغشاء. المرحلة النهائية هي موت الخلية وإزالتها عن طريق البلعمة بوساطة استجابة التهابية.

## علم الاشتقاق
على الرغم من أن موت الخلايا الإقفارية هو الاسم المقبول للعملية، فقد تم تقديم الاسم البديل للورم لأن العملية تتضمن تورم الخلية (الخلايا) المصابة إلى حجم كبير بشكل غير طبيعي في النماذج المعروفة. يُعتقد أن هذا ناتج عن فشل المضخات الأيونية لغشاء البلازما. تم تقديم اسم الورام (مشتق من ónkos، ويعني الحجم الضخم، وónkosis، أي التورم) لأول مرة في عام 1910 من قبل العالم بعلم الأمراض فريدريش دانيال فون ريكلينجهاوزن.

## مقارنة مع الموت الخلوي المبرمج
مقارنة مع الموت الخلوي المبرمج الورام والاستماتة (الموت الخلوي المبرمج) هما عمليتان متميزتان للموت الخلوي. يتميز الورام بالتورم الخلوي الناتج عن فشل في وظيفة ناقل الأيونات. يتضمن الاستماتة، أو موت الخلايا المبرمج، سلسلة من عمليات انكماش للخلية، بدءًا من انقاص حجم الخلية وتغلظ(النواة)، تليها تبرعم الخلية وتمزق النواة، والبلعمة بواسطة الخلايا البلعمية أو الخلايا المجاورة بسبب نقص الحجم. يمنع التخلص البلعمي من الخلية المبرمج إطلاق الحطام الخلوي الذي يحفز حدوث استجابة التهابية في الخلايا المجاورة. في المقابل، غالبًا ما يؤدي تسريب المحتويات الخلوية المرتبط بتمزق الغشاء في الورام إلى حدوث استجابة التهابية في الأنسجة المجاورة، مما يتسبب في مزيد من الإصابات الخلوية. بالإضافة إلى ذلك، يتم التواسط في موت الخلايا المبرمج وتدرك العضيات داخل الخلايا عن طريق تنشيط كاسباس، وخاصة كاسباس3. يبدأ تفتيت الحمض النووي قليل النوكليوز عن طريق إنزيم ديوكسي ريبونوكلياز الذي يتم تنشيطه بواسطة كاسباس بعد الانقسام بوساطة كاسباس 3 لمثبط الإنزيم، ICAD. في المقابل، تبين أن مسار الأورام مستقل عن كاسباس 3.
مستويات ثلاثي فسفات الأدينوزين الخلوية هي  المحدد الرئيسي لموت الخلايا الذي يحدث عبر مسار الورم أو موت الخلايا المبرمج. يتوقف الخلايا المبرمج على مستويات ثلاثي فسفات الأدينوزين لتشكيل موت الخلايا المبرمج على الطاقة. حدث كيميائي حيوي متميز يظهر فقط في الورام وهو النفاد السريع لـ ثلاثي فسفات الأدينوزين داخل الخلية. يؤدي نقص ثلاثي فسفات الأدينوزين داخل الخلايا إلى تعطيل أتباز الصوديوم والبوتاسيوم داخل غشاء الخلية المعرض للخطر. يؤدي نقص النقل الأيوني في غشاء الخلية إلى تراكم أيونات الصوديوم والكلوريد داخل الخلية مع تدفق المياه المتزامن، مما يساهم في التورم الخلوي المميز للورام. كما هو الحال مع موت الخلايا المبرمج، فقد ثبت أن الورام مبرمجة وراثيًا وتعتمد على مستويات التعبير عن بروتين غير مقارن -2 (UCP-2) في خلايا هيلا. تؤدي الزيادة في مستويات UCP-2 إلى انخفاض سريع في إمكانات غشاء الميتوكوندريا، مما يقلل من مستويات ثنائي نوكليوتيد النيكوتين والأدنين المختزل للميتوكوندريا ومستويات ثلاثي فسفات الأدينوزين داخل الخلايا، مما يؤدي إلى بدء مسار الورام. منتج الجين المضاد لموت الخلية المنظم Bcl-2 ليس مثبطًا نشطًا ل UCP-2 الذي يبدأ موت الخلية، مما يميز الورام وموت الخلايا المبرمج كآليتي موت خلوي متميز.